# 정보고속도로
정보고속도로(情報高速道路, information superhighway, infobahn)는 공공기관·연구소·기업 및 가정에 이르기까지 첨단의 광(光)케이블 망으로 연결하여 음성자료, 영상 등 다양한 대량의 정보를 초고속으로 주고받는 최첨단 통신시스템이다. 미국·일본·유럽·싱가포르 등 선진국들이 최우선 과제로 삼고 있으며, 대한민국도 1994년 4월에 초고속정보시스템을 확정 발표하였다. 이 초고속정보통신시스템은 방송과 통신의 결합을 가속화하고 산업 전반에 상당히 큰 질적 변화를 가져온다. 또한 원격조정으로 의료·교육·민원·업무를 처리할 수 있으며, 국민 생활에 큰 변혁이 일어날 것으로 보인다. 또한 미국·일본 등과 접속이 이루어지면 최신 정보를 접속할 수 있는 기회나 양이 많아지겠지만 자칫 정보를 대량 창출하는 선진국에 예속될 가능성이 높아질 수 있음이 꾸준히 제기되고 있다.

## 같이 보기
- 가상 공간
- HTTP